# Aéroport de Raiatea-Uturoa
L'aéroport de Raiatea-Uturoa est un aéroport situé sur l'île de Raiatea dans les Îles de la Société en Polynésie française.

## Situation
| Nengo-Nengo Marutea-Sud Nukutepipi Ahe Anaa Apataki Arutua Hiva Oa Bora-Bora Tahiti-Fa'a'ā Faaite Fakarava Fangatau Hao Fakahina Hikueru Huahine Kaukura Katiu Kauehi Makemo Manihi Mataiva Maupiti Moorea Napuka Niau Nuku Hiva Nukutavake Puka-Puka Pukarua Raiatea Raivavae Rangiroa Raroia Reao Rimatara Rurutu Takapoto Takaroa Takume Tatakoto Tikehau Totegegie Tubuai Tureia Ua Huka Ua Pou Vahitahi |

## Compagnies et destinations

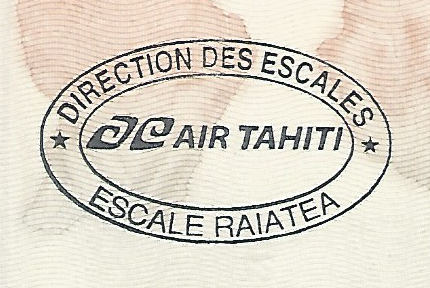
Tampon d'escale Air Tahiti de Raiatea

Desservi par Air Tahiti, il est relié à l'aéroport de Tahiti plusieurs fois par jour, ainsi qu'à celui de Bora Bora, de Huahine, de Maupiti, de Rangiroa, et celui de Tikehau.
| Compagnies | Destinations                                             |
| ---------- | -------------------------------------------------------- |
| Air Moana  | Tahiti-Faaa                                              |
| Air Tahiti | Bora-Bora, Huahine, Maupiti, Moorea - Temae, Tahiti-Faaa |

Actualisé le 19/12/2022

## Statistiques
Pour des raisons techniques, il est temporairement impossible d'afficher le graphique qui aurait dû être présenté ici.

Voir la requête brute et les sources sur Wikidata.